# Júlio Cândido Neuparth
Júlio Cândido Neuparth (Lisboa, 29 de març de 1863 - 16 de març de 1919) fou un músic, compositor, professor, periodista i mestre de música portuguès.
Va seguir la carrera musical com el seu avi patern, Eduardo Neuparth, i el seu pare, Augusto Neuparth, es va inscriure al Conservatori Reial de Lisboa. Es va unir a l'Orquestra del Teatro Nacional de São Carlos el 1879, i allí va romandre fins a 1887, però, va completar amb distinció, el curs de violí en 1882 i els estudis teòrics en 1884. Amb el temps va assolir ser professor d'harmonia del Conservatori de la seva ciutat natal. A més fou crític musical del Jornal de Noticies, secretari del Consell d'art musical.
Entre les seves composicions hi figuren l'òpera còmica Amores de Cigana, les operetes A corte do rei Pimpad, A Herança do Alcaide, i Noites d'Odivelles, un quartet per a instruments de corda i diversos fragments per a cant, piano i violí, etc.